# Kralježnična arterija
Kralježnična arterija (lat. arteria vertebralis) je parna krvna žila grana potključne arterije, koja opskrbljuje krvlju središnji živčani sustav.

## Tok
Dvije kralježnične arterije polaze od potključnih arterija, svaka s jedne strane tijela, ulaze u poprečne nastavke (lat. processus transversus) vratnih kralježaka, počevši od 6. (C6), idu prema gore sve do prvog vratnog kralješka (lat. atlas), gdje se nalaze na njegovom stražnjem luku, i kroz veliki otvor (lat. foramen magnum) ulaze u lubanju. U lubanji, dvije kralježnične arterije spajaju se u osnovičnu arteriju (lat. arteria basilaris), koja sudjeluje u oblikovanju Wilisova arterijskog prstena (lat. circulus arteriosus cerebri). 

## Grane
U vratu, kralježnična arterija daje ogranke za leđnu moždinu (lat. rami spinales) i mišiće vrata (lat. rami musculares), a unutar lubanje se grana u:
- lat. ramus meningeus
- lat. arteria spinalis posterior - stražnju moždinsku arteriju
- lat. arteria spinalis anterior - prednju moždinsku arteriju
- lat. arteria cerebelli inferior posterior - donju stražnju arteriju malog mozga
- osnovičnu arteriju (lat. a. basilaris), završna grana koja nastaje spajanjem lijeve i desne kralježnične arterije